# Listropsylla aricinae
Listropsylla aricinae är en loppart som beskrevs av De Meillon 1949. Listropsylla aricinae ingår i släktet Listropsylla och familjen mullvadsloppor. Inga underarter finns listade i Catalogue of Life.